# ميكي هارجيتاي
ميكلوس كارولي "ميكي" هارجيتاي (6 يناير 1926 – 14 سبتمبر 2006) هو ممثل ولاعب كمال أجسام أمريكيًا. وُلد هارجيتاي في بودابست، وهاجر إلى الولايات المتحدة عندما كان شابًا يبلغ من العمر 21 عامًا، وفي عام 1947، في وقت كانت فيه أوروبا تكافح للتعافي من آثار الحرب العالمية الثانية. اشتهر بلقب "ميكي"، وأصبح في مواطنًا أمريكيًا متجنسًا.
اشتهر هارجيتاي كلاعب كمال أجسام تنافسي، وساهم في نشر هذه الرياضة من خلال فوزه بلقب سيد الكون عام 1955. هذا الإنجاز منحَه فرصة للانخراط في عالم التمثيل. وفي عام 1958، تزوج هارجيتاي من الممثلة جاين مانسفيلد، التي كانت لديها ابنة من زوجها السابق. وأنجب الزوجان ولدان معًا، هما ميكي جونيور وزولتان، لكنهما انفصلا بعد ولادة ابنتهما ماريسكا هارجيتاي في عام 1964. فقد كان هارجيتاي يُعتبر والد ماريسكا، لكنه تبين لاحقًا، عندما كانت ماريسكا في الثلاثين من عمرها، أن والدها البيولوجي هو المغني نيلسون سارديلي. وتعرّفت ماريسكا تدريجيًا على والدها البيولوجي وعلى إخوتها غير الأشقاء. وخلال فترة زواجهما، شارك هارجيتاي وزوجته جاين مانسفيلد في تمثيل أربعة أفلام معًا، بدأت بفيلم "هل سيفسد النجاح فيلم Rock Hunter؟" عام 1957، وتلاه "حب هرقل" عام 1960، ثم "وعود وعود" وفي عام 1963، اختتما تعاونهما الفني بفيلم "الحب البدائي" عام 1964.

## مهنة التمثيل

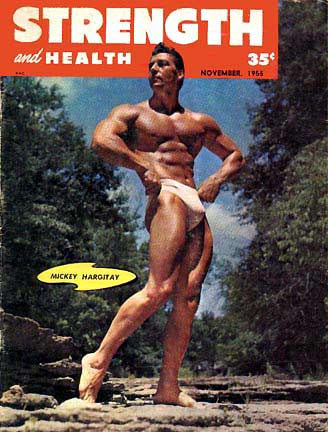
هارجيتاي على غلاف عدد نوفمبر 1955 من مجلة Strength & Health

جاء أول دور سينمائي لهارجيتاي عندما طلبت منه جاين مانسفيلد المشاركة في فيلمها "هل سيؤدي النجاح إلى إفساد روك هانتر؟" عام 1957. وقد نشأت بينهما علاقة حب قوية، حتى أصبحا يُوصفان بأنهما لا ينفصلان.
لكن شركة الإنتاج 20th Century Fox لم تكن متحمسة لظهور هارجيتاي في الفيلم، إذ لم تُعجبها فكرة مانسفيلد التي كانت تصفه بـ"عشيقها الوحيد". فقد كانت الشركة تُفضل أن تبقى نجمات الإغراء التابعات لها في صورة العازبات حفاظًا على جاذبيتهن التجارية في نظر الجمهور.
.[بحاجة لمصدر]

### الأفلام
| سنة  | عنوان                            | دور              |
| ---- | -------------------------------- | ---------------- |
| 1957 | هل النجاح يفسد روك هنتر؟         | بوبو برانيجانسكي |
| 1957 | مذبحة في الجادة العاشرة          | جون الكبير       |
| 1960 | حب هرقل                          | هرقل             |
| 1963 | وعود وعود                        | راية الملك       |
| 1964 | الحب البدائي                     | كابتن جرس الفندق |
| 1964 | انتقام المصارعين                 | فابيوس           |
| 1965 | غريب في ساكرامنتو                | مايك جوردان      |
| 1965 | الشريف لن يطلق النار             | آلان داي         |
| 1965 | حفرة الرعب الدموية               | ترافيس أندرسون   |
| 1966 | ثلاث رصاصات لرينغو               | رينغو كارسون     |
| 1966 | Sette donne d'oro contro بسبب 07 | مارك ديفيس       |
| 1967 | سيجامانجو                        | كلينتون          |
| 1970 | رينغو، حان وقت المذبحة           | مايك وود         |
| 1971 | السيدة فرانكشتاين                | الكابتن هاريس    |
| 1972 | هذيان                            | هربرت ليوتاك     |
| 1973 | طقوس السحر الأسود                | جاك نيلسون       |
| 2001 | سزيمتدومب                        | ميكي             |

### تلفزيون
| سنة  | عنوان                                | دور                    | ملحوظات                          |
| ---- | ------------------------------------ | ---------------------- | -------------------------------- |
| 1968 | الغرب المتوحش                        | راهب                   | الحلقة: "ليلة الهاربين"          |
| 2003 | القانون والنظام: وحدة الضحايا الخاصة | الجد على السلم المتحرك | الحلقة: "السيطرة"؛ الظهور الأخير |